# アカネ55
『アカネ55』（-ゴーゴー）は、2008年8月にネットより発売されたパチスロ機（5号機）。保通協による型式名は「アカネ55S1」。

## 概要
新解釈基準により、フリーズ、クラッシュ、中リール始動などの演出が搭載された5.1号機。
ネットにしては珍しく、設定は1・2・3・4・5・7の6段階。従来の最高設定に当たる6が7となっている。普段は液晶の左右に隠されているパトランプ役モノが搭載されている。中段ライン無効の4ライン3枚がけ専用機。
ビッグボーナスとレギュラーボーナスの2種類のボーナス、ボーナス終了後と通常時99ゲームごとに必ず突入するチャンスゾーンである
「55チャンス」と、リプレイタイムである「55タイム」を搭載している。

### BONUS
BIG BONUS
ビッグボーナスは赤7揃いと青7揃いの2種類で345枚を超える払い出し枚数で終了。獲得枚数は約280枚。
消化後、CZ「55チャンス」へ突入する。赤7の場合、RT「55チャンス」突入の期待度が最高である。
AKANE BONUS
レギュラーボーナスはBAR揃いと赤7・赤7・BARの2種類。
前者は155枚を超える払い出し枚数で終了。獲得枚数は約130枚。
後者は125枚を超える払い出し枚数で終了。獲得枚数は約100枚。
消化後、CZ「55チャンス」へ突入する。

### 55チャンス
チャンスゾーン。全てのボーナス後、通常時99Gごとに突入する。ベル入賞で通常へ転落し、特殊リプレイ成立でRT「55タイム」へと突入する。RT突入期待度は状況によって異なる。

### 55タイム
リプレイタイム。55チャンスで特殊リプレイ成立後に突入する。終了条件は55G消化、ボーナス成立した場合。純増枚数は約0.4枚/1G。消化後は「55チャンス」に転落する。

## スペック
※解析値
| 設定 | ボーナス合算 | BB確率 | RB確率 | 機械割 |
| ---- | ------------ | ------ | ------ | ------ |
| 1    | 1/199        | 1/400  | 1/400  | 99.8%  |
| 2    | 1/194        | 1/388  | 1/390  | 101.0% |
| 3    | 1/188        | 1/377  | 1/379  | 102.0% |
| 4    | 1/184        | 1/366  | 1/368  | 103.2% |
| 5    | 1/174        | 1/349  | 1/349  | 105.5% |
| 7    | 1/163        | 1/328  | 1/328  | 108.5% |